# Малохабыкский сельсовет
Малохабыкский сельсовет — сельское поселение в Идринском районе Красноярского края.
Административный центр — деревня Малый Хабык.
Сельсовет образован 27 сентября 1996 года Законом № 11-337 из части территории Большехабыкского сельсовета.

## Население
| 2010 | 2012 | 2013 | 2014 | 2015 | 2016 | 2017 |
| ---- | ---- | ---- | ---- | ---- | ---- | ---- |
| 347  | ↘339 | ↘325 | ↘310 | ↘298 | ↗301 | ↘294 |

## Состав сельского поселения
В состав сельского поселения входит один населённый пункт — деревня Малый Хабык.

## Местное самоуправление
Малохабыкский сельский Совет депутатов
Дата избрания: 14.03.2010. Срок полномочий: 5 лет. Количество депутатов: 7
Глава муниципального образования
- Трусов Сергей Николаевич. Дата избрания: 14.03.2010. Срок полномочий: 5 лет